# Penicillium chrysogenum

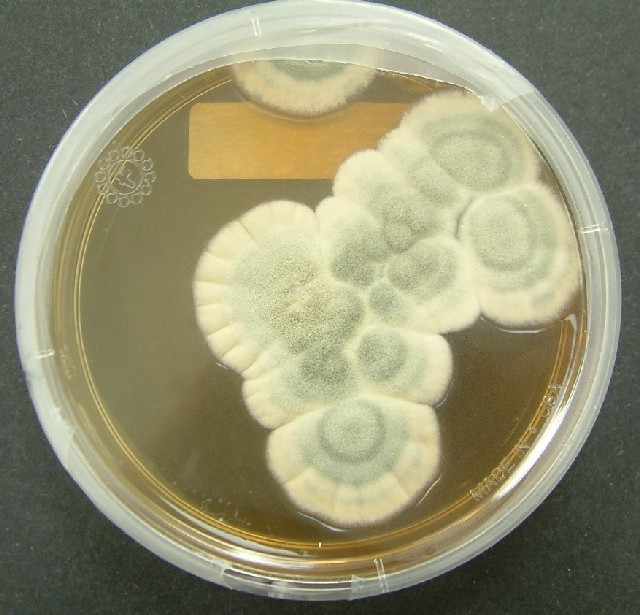
Kolonia P. chrysogenum w hodowli laboratoryjnej

Penicillium chrysogenum Thom (także: Penicillium notatum) – gatunek grzybów z klasy Eurotiomycetes. Jest organizmem modelowym w badaniach naukowych.

## Systematyka i nazewnictwo
Pozycja w klasyfikacji według Index Fungorum: Penicillium, Aspergillaceae, Eurotiales, Eurotiomycetidae, Eurotiomycetes, Pezizomycotina, Ascomycota, Fungi.
Holotyp: IMI 24314 : Genbank sequence, neotyp IMI 24314.
Gatunek P. chrysogenum opisany został w 1910 r. przez Charlesa Thoma. W 1911 r. Richard Westling opisał gatunek P. notatum, był to jednak ten sam gatunek, który opisany został przez Thoma jako P. chrysogenum. Jest to więc jego synonim.

## Charakterystyka
Penicillium chrysogenum to grzyb mikroskopijny zbudowany ze strzępek, na których wyrastają prostopadle do nich konidiofory na szczycie rozwidlające się wielokrotnie, tak, że swoim wyglądem przypominają pędzel. Na szczytowych komórkach konidiotwórczych powstają zarodniki konidialne tworzące łańcuszki bazypetalne. Rozwijająca się na powierzchni produktów spożywczych kolonia P. chrysogenum tworzy watowaty nalot popularnie nazywany pleśnią. Aleksander Fleming, który hodował w laboratorium P. chrysogenum opisał jego kolonię jako biała puszysta masa, która później zmienia kolor na zielony, a następnie czarny. Po kilku dniach pojawia się żółty kolor, który rozprzestrzenia się po podłożu.
P. chrysogenum jest pospolitym grzybem, który może zasiedlać różnorodne siedliska. Jest saprotrofem. Występuje m.in. w różnych glebach, w miodzie pszczelim i na różnego rodzaju produktach spożywczych. Najczęściej naturalnie występuje w wilgotnych glebach zawierających dużą ilość substancji organicznych. Gatunek ten można również znaleźć na owocach, gdzie powoduje ich gnicie.
P. chrysogenum odróżniany jest od innych gatunków z rodzaju Penicillium poprzez mikroskopową analizę jego morfologii, analizę metodami biologii molekularnej i analizę budowy DNA. W laboratorium hodowany jest na podłożach hodowlanych. Najlepiej nadają się do tego celu podłoża: CzA (Czapka), CYA, MCZ i M 20. Szczepi się go na podłożu w trzech miejscach i trzyma na szlakach odwróconych do góry dnem (zapobiega to rozsiewaniu się zarodników). Dobrze zarodnikujące kultury tworzą się po 7–10 dniach.

## Zastosowanie
Jest pierwszym organizmem, z którego otrzymano antybiotyk o nazwie penicylina. Dokonał tego Aleksander Fleming w 1928 roku. Zauważył on, że przypadkowe zanieczyszczenie podłoża grzybem strzępkowym Penicillium powstrzymuje wzrost kultur bakterii z rodzaju Staphylococcus (gronkowce). W wyniku dalszych prac laboratoryjnych udało mu się wydzielić substancję za to odpowiedzialną. Obecnie z kultury P. chrysogenum wytwarza się na dużą skalę antybiotyki beta-laktamowe, takie jak penicyliny i cefalosporyny. W wyniku dalszych, trwających już ponad 60 lat prac laboratoryjnych z naturalnie występującego w przyrodzie gatunku wyhodowano szczepy produkcyjne, które wytwarzają tysiące razy większą ilość antybiotyków.
Rozszyfrowano pełną sekwencję genomu P. chrysogenum. Rozpoznano w nim geny biorące udział w syntezie antybiotyków. Jest to 20 genów syntazy poliketydowej (PKS), 10 genów nie-rybosomalnej syntazy peptydowej (NRPS) i 2 geny kodujące hybrydowe enzymy NRPS-PKS [3,4].
Kultury P. chrysogenum wykorzystywane są również w produkcji niektórych gatunków serów i kiełbas.